# Schwarz-Rot-Club Wetzlar
Der Schwarz-Rot-Club Wetzlar e. V. ist ein Tanzsportverein in Wetzlar, er gehört zu den zehn größten Tanzsportvereinen in Deutschland.
Der Verein hat über 750 Mitglieder, davon sind etwa die Hälfte Kinder und Jugendliche. Neben dem Breitensportangebot gibt es Turniertanzgruppen in den Lateinamerikanischen- und Standard-Tänzen. Mit Ursula und Karl Breuer sowie Volker Schmidt und Ellen Jonas hat der Verein zwei mehrfache Weltmeisterpaare in seinen Reihen.

## Geschichte
Der erste Wetzlarer Tanzsportverein wurde 1950 gegründet. Die ersten Trainer waren Joachim Feller, Theo Bäulke, Wilhelm Weiß und Fritz Römer.
Ursula und Karl Breuer waren Anfang der 1960er zweimal Weltmeister und zweimal Vizeweltmeister, holten zwei Europameistertitel und fünf Deutsche Meistertitel.
Ab Mitte der 1970er richtete der Club neben hessischen und deutschen Meisterschaften auch internationale Turniere aus. Um 1975 wurde ein besonderer Fokus auf den Breitensport gelegt. 1976 tanzten zwei Paare in der Sonderklasse. Als Trainer waren Doris Schultz-Eichhorn, Günter Janz (Latein) und Magrit Frahm (Standard) verpflichtet.
Ab 1979 öffnete man den Club für Rock ’n’ Roll und Jazzdance. Aufgrund der steigenden Mitgliederzahlen wurde das Bürgerhaus Nauborn als Vereinsheim gewählt. Sechs Jahre lang betreute Peter Hölters die Turnierpaare sowohl in den Standard- als auch in den lateinamerikanischen Tänzen, gefolgt von Ralf Burk (Latein) und Niko Riedl, Ingrid und Friedrich Frech und Patrick Zimmermann in den 1990ern (Standard).
Ab 1981 wurde das Internationale Wetzlarer Leica-Turnier durchgeführt, in dessen Rahmen 2005 die Standard-Weltmeisterschaft in der Rittal-Arena ausgetragen wurde. Sieger wurden Ellen Jonas und Volker Schmidt aus Wetzlar.
1998 traten die damaligen vierfachen deutschen Standardmeister Pia David und Stefan Ossenkop (Hamburg) dem Verein bei. Nach 37 Jahren holten diese wieder einen nationalen Titel nach Wetzlar – ihren fünften. Das Paar sollte dem Club auch nach seinem Wechsel zu den Profis erhalten bleiben und bis Ende 2009 die Standardpaare des Vereins trainieren. Monika Feht übernahm 2000 die Latein-Turniergruppe.
Der amtierende Vorsitzende Philipp Feht ist erst der vierte des Vereins. Unter ihm entwickelte sich der Kinder- und Jugendtanz positiv. Von den über 750 Mitglieder sind die Hälfte Kinder und Jugendliche. Der Hessische Tanzsportverband zeichnete den Club 2010 mit dem Jugendförderpreis aus. Auch wurde die Tanzsportabteilung „Nidda“ im Schwarz-Rot-Club gegründet. Garde- und Showtanz und Linedance wurden in das Angebot integriert.

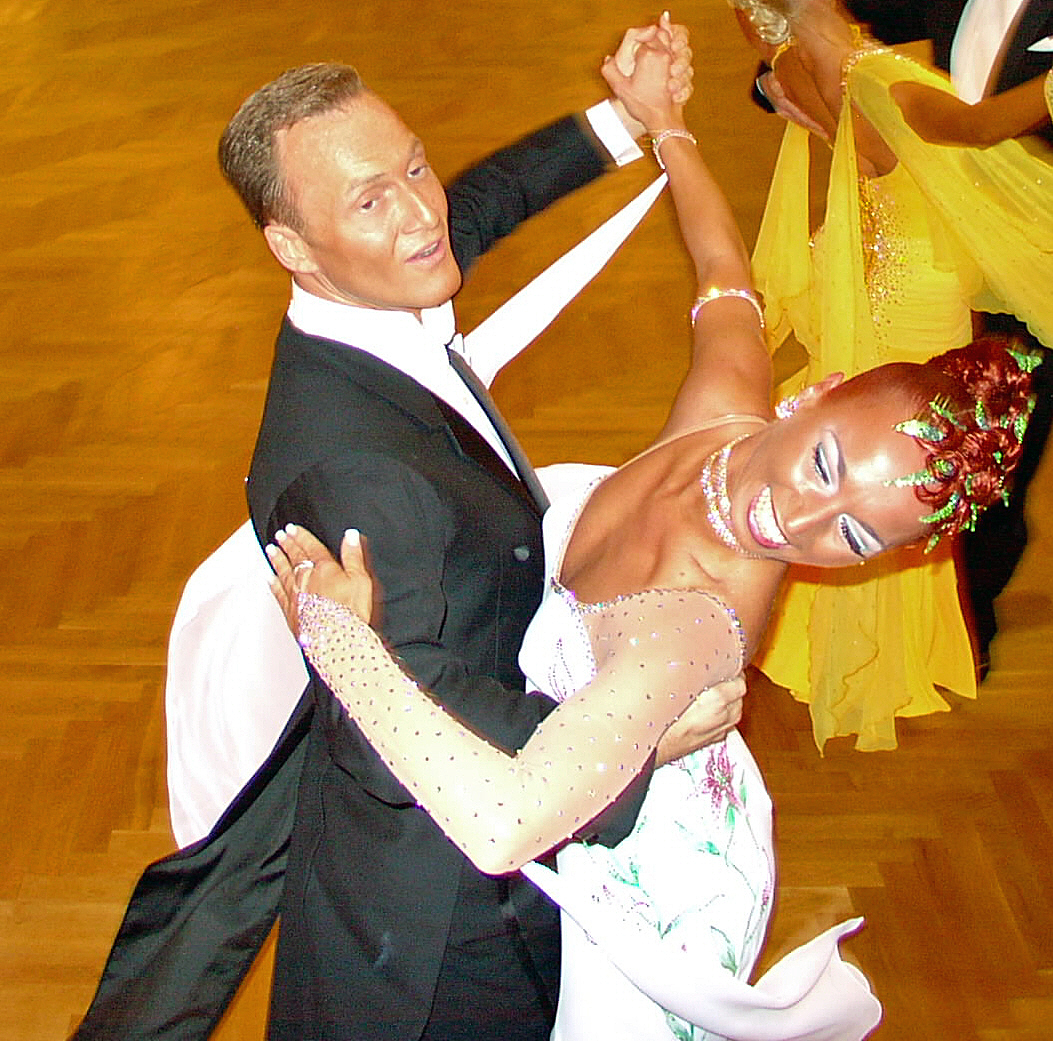
Volker Schmidt und Ellen Jonas

Im Jahre 2003 holten Volker Schmidt und Ellen Jonas einen Weltmeistertitel nach Wetzlar. Sie wurden Deutsche Meister, Weltranglistenerste und „Sportler des Jahres“ in der Kategorie „Mannschaft des Jahres“. Im Folgejahr konnte das Paar den Weltmeistertitel in Antwerpen verteidigen, so dass im Jahr 2005 die Weltmeisterschaft in Wetzlar zur erfolgreichen „Heim-WM“ wurde.
In den Jahren 2007 und 2009 war der Club Ausrichter der Deutschen Meisterschaften einmal in Latein und einmal in Standard. Die Standard-Weltmeisterschaft der Amateure wurde am 27. November 2010 in der Rittal-Arena ausgerichtet. Am 30. April 2011 war man Gastgeber für die Deutsche Meisterschaft der Hauptgruppe über zehn Tänze und am 3. Dezember 2011 der Europameisterschaft Latein, die im Rahmen des 31. Leica-Turniers ausgetragen wurde.
Mit Evgeny Vinokurov und Christina Luft stellte der Club in den 2010er-Jahren mehrfach den Hessenmeister in der Hgr. S Latein.
Heute gibt es über 50 Angebote, davon ca. 20 für Kinder und Jugendliche. Die Clubmitglieder beteiligen sich auch an städtischen Veranstaltungen, beispielsweise am Hessentag 2012 in Wetzlar.

## Entwicklung der Mitgliederzahlen
1975 erreicht der Club zum 25-jährigen Bestehen die 200-Mitglieder-Marke, hatte 1979 die 300er-Marke überschritten und in den 1980ern die 500er-Marke erreicht. Nachdem die Mitgliederzahl um 1990 auf 620 angestiegen war, brach diese in den Folgejahren auf 500 ein. Die Mitgliederzahl erholte sich Anfang 2000 wieder, erreichte erneut die Zahl von 500 Mitgliedern und stieg im Jahre 2004 auf 600 an. Im September 2011 hatte der Verein über 800 Mitglieder und war einer zehn größten Tanzvereine in Deutschland.

## Angebote heute
- Kindertanzen
- Gesellschaftskreise
- Line Dance
- Stepptanz
- Fit for Fun für Erwachsene
- Turniertanz in den Standard- und Lateinamerikanischen Tänze für Kinder, Jugendliche und Erwachsene
- Gardetanz mit Mariechentraining
- Jazz- und Modern Dance
- Hip-Hop und Videodance
- Breakdance

Durch die Erweiterung des Angebots um Zumba Fitness spricht der Verein nun auch ein weiteres Publikum an. Beim Hessentag 2012 in Wetzlar veranstaltete der Club eine Zumba-Party mit mehreren hundert Teilnehmern.